# 탑 매니지먼트 (웹드라마)
탑 매니지먼트(TOP MANAGEMENT)는 대한민국의 웹드라마이다. 2018년 10월 31일 유튜브 프리미엄에서 방영된 2018년 대한민국의 웹드라마다. 2015년 문피아에서 출간한 무대를 꿈꾸는 아이돌에 대한 장우산의 동명의 소설을 원작으로 한 작품이다.

## 캐스팅

### 주연
- 서은수 : 유은성 역 - 미래를 보는 연습생 출신 매니저
- 안효섭 : 현수용 역 - 몽골에서 온 음악천재
- 차은우(아스트로) : 우연우 역 - 쏘스윗 비주얼 센터
- 정유안 : 김태오 역 - 열정만렙 허당 리더
- 방재민 : 장이립 역 - 까칠 매력 막내 래퍼

### 조연
- 이주승 : 엘제이 역 - 탑 아이돌 이카루스 인기 멤버
- 박희본 : 강이사 역 - 대표권한대행 스타라이트 이사
- 차래형 : 케빈 역
- 박종환 : 김현조 역
- 권은빈 : - 탑 아이돌 애플민트 에이스
- Z.Hera : 송해나 역
- 김지민 : 박슬기 역
- 유혜인 : 헤일리 역

### 카메오
- 청하 (14회)
- 장동윤 (16회)